# Canton de Pau-Nord
Le canton de Pau-Nord est un ancien canton français situé dans le département des Pyrénées-Atlantiques et la région Aquitaine.

## Composition
Le canton était constitué par la partie nord de la Ville de Pau.

## Histoire
Canton créé en 1982.
| Période           | Identité        | Parti | Qualité                                                                                         |
| ----------------- | --------------- | ----- | ----------------------------------------------------------------------------------------------- |
| 1982-1993 (décès) | René Cazenave   | PS    | Contrôleur aéronautique député (1988-1993)                                                      |
| 1993-1998         | Gaston Prieu    | RPR   | Technicien en pétrole à Elf-Aquitaine Conseiller municipal de Pau                               |
| 1998-2015         | André Duchateau | PS    | Ancien conducteur de bus Ancien 1er Adjoint au Maire de Pau Elu en 2015 dans le Canton de Pau-1 |

## Résultats des élections cantonales
- 2004:

1er tour :
- André Duchateau PS: 51,66 % (3944 voix)
- Jean-François Dupont UMP : 17,22 % (1164 voix)
- Brieuc del Alamo UDF : 10,89 % (736 voix)
- Humbert Sachot (FN) : 8,76 % (592 voix)
- Michel de Proyart (Les Verts) : 6,63 % (448 voix)
- Hélène Lerou-Pourqué (PCF : 4,84 % (327 voix)

- 2011 :

1er tour :
- André Duchateau PS : 40,94 % (1818 voix)
- Humbert Sachot (FN): 13,40 % (595 voix)
- Nicolas Gallais (PRV : 12,93 % (574 voix)
- Laurence Despaux (MD) : 9,75 % (433 voix)
- Nicole Juyoux (EELV) : 9,68 % (430 voix)
- Hélène Lerou-Pourqué (Front de gauche : 7,00 % (311 voix)
- Gilbert Voiement (LGM) : 6,30 % (280 voix)

2e tour :
- André Duchateau PS : 75,22 % (3229 voix) (réélu)
- Humbert Sachot (FN) : 24,78 % (1064 voix)

## Démographie
| 1982 | 1990   | 1999   | 2006   | 2011   | 2012   |
| ---- | ------ | ------ | ------ | ------ | ------ |
| -    | 16 518 | 16 751 | 17 393 | 16 597 | 16 534 |

## Pour approfondir